# Estimata proterva
Estimata proterva är en fjärilsart som beskrevs av Rudolf Püngeler 1904. Estimata proterva ingår i släktet Estimata och familjen nattflyn. Inga underarter finns listade i Catalogue of Life.